# Voie des Ardennes

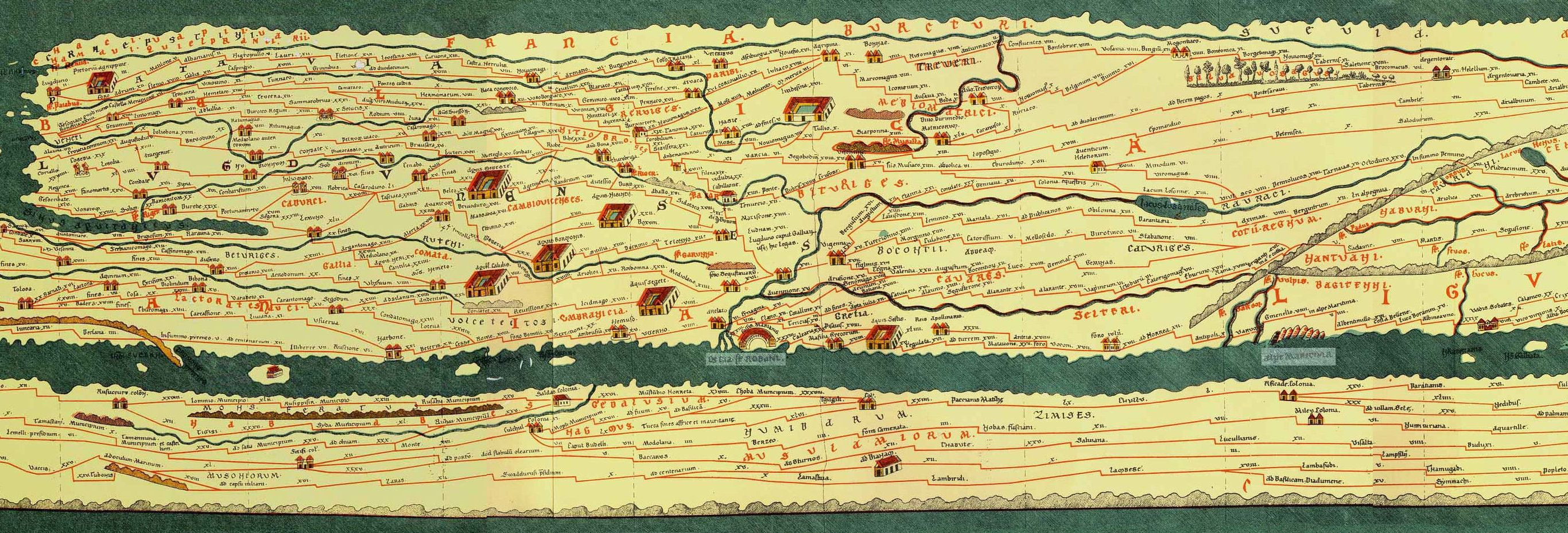
Partie de la Table de Peutinger présentant les voies romaines sur le territoire actuel de la Belgique, l'Allemagne et la France.

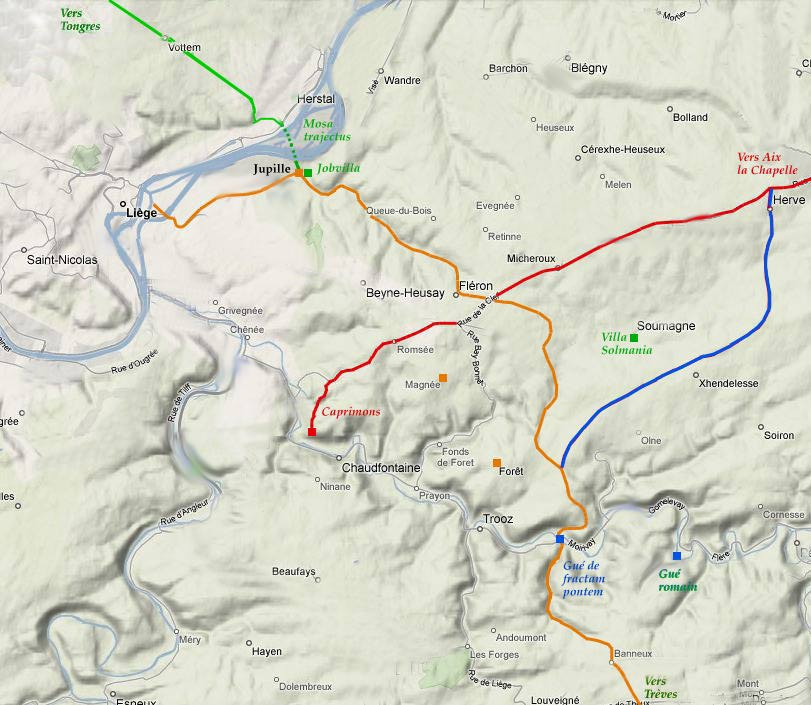
Carte des axes romains, carolingiens, de la voie des Ardennes et de la voie des hêvurlins.

La Voie des Ardennes (ou l'Ardenneuse Voie) est l'un des axes de communication faisant partie d'un ensemble de routes et d'itinéraires qui constituent un réseau routier construit par la Rome antique : les voies romaines.
Originellement, la voie des Ardennes était probablement l'axe d'Atuatuca Tungrorum, chef-lieu de la Civitas Tungrorum, actuellement Tongres dans la province de Limbourg (Belgique), à Augusta Treverorum (Civitas du peuple des Trévires), actuellement Trèves (Allemagne).

## Axe de communication

### Liaison entre deux principautés du Saint-Empire romain germanique
Une partie de la voie des Ardennes est une liaison entre deux anciennes principautés du Saint-Empire romain germanique : la Principauté de Liège et la Principauté abbatiale de Stavelot-Malmedy.

### Liaison entre l'Ardenne et la vallée mosane
La voie des Ardennes relie, à l'époque romaine, « l'Ardenne à la vallée mosane et à la Hesbaye, passe par Ham et Avister en empruntant un double gué à Féchereux. Une portion de cette route est encore matérialisée par un chemin forestier traversant le bois de Nomont. ».

### Voie templière
Au Moyen Âge, la voie des Ardennes est empruntée par les Templiers via Angers, anciennement Juliomagus et mentionnée sous la dénomination de Iuliomago sur la Table de Peutinger, pour atteindre le port de La Rochelle.

## Itinéraire de Tongres à Stavelot (Belgique)

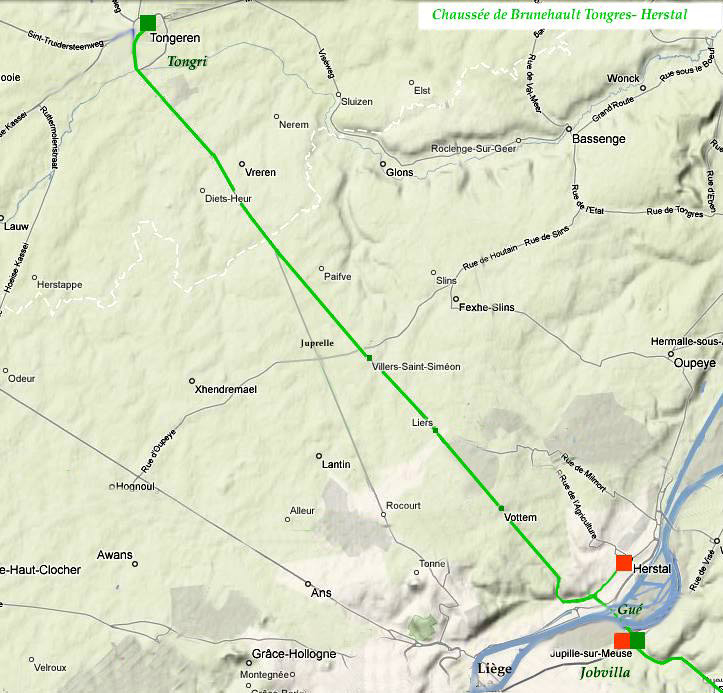
Axe romain de la voie de Tongres à Aix-la-Chapelle jusqu'au gué de Herstal, dont un tronçon est actuellement appelé Chaussée Brunehaut.

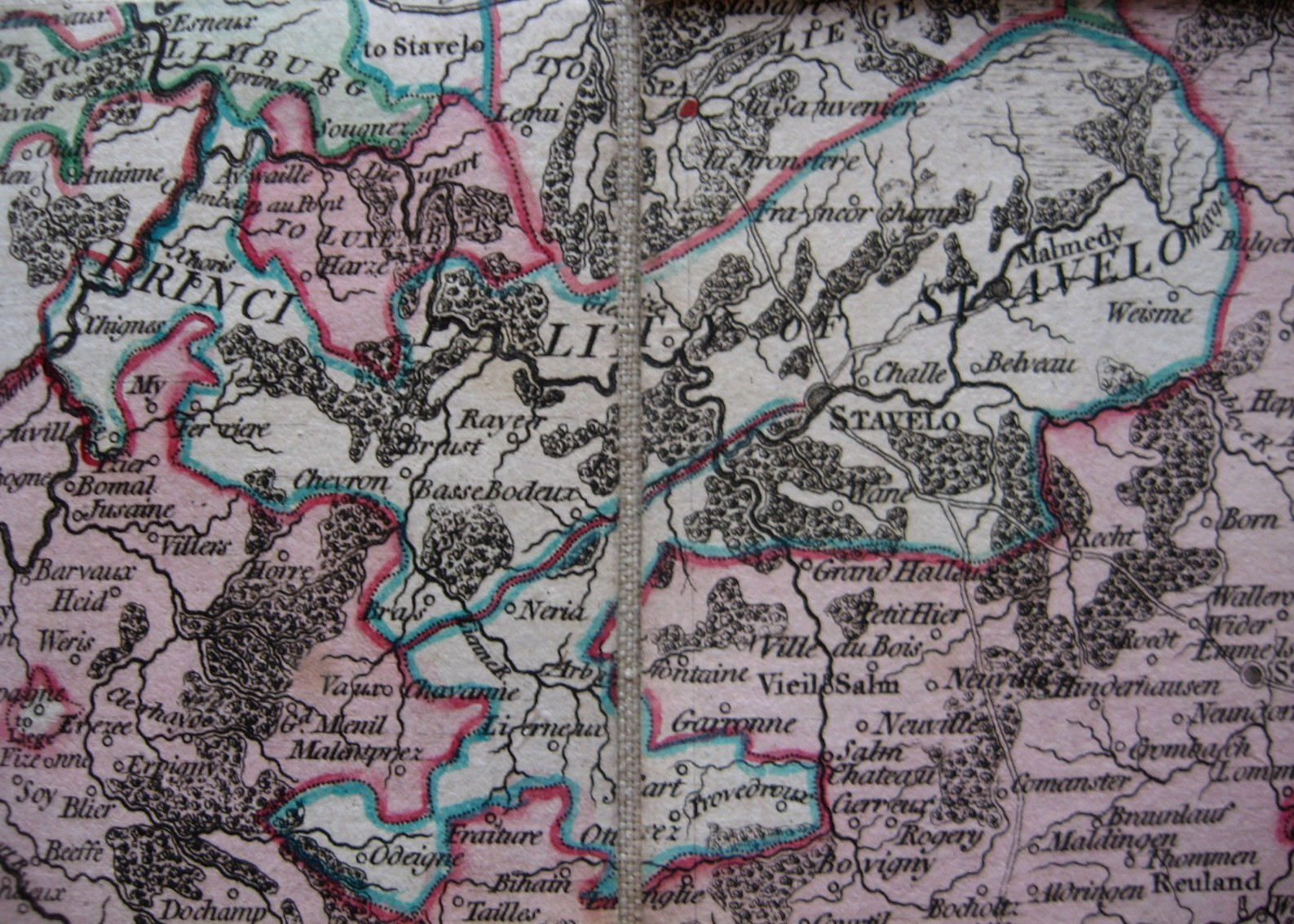
Carte historique de la Principauté de Stavelot-Malmedy.

En Belgique, de Tongres, en Région flamande, en direction de Herstal, en Région wallonne, la voie des Ardennes utilise la ligne droite de la Chaussée Brunehaut, qui traverse Liers et Vottem, deux sections de la ville de Herstal. Elle devait ensuite descendre rue petite Foxhalle à Herstal pour arriver au gué de l'île Monsin, étendue de terre isolée par la Meuse et la Naye, mais les terrils des charbonnages et les travaux des berges de la Meuse en ont fait disparaître toute trace à la Préalle, quartier de Herstal.
Pendant les crues de la Meuse, on attendait de part et d'autre de la rive côté Tongres à Herstal, côté Aix-la-Chapelle et Trèves à Jupille. La voie Tongres-Bitburg-Trèves empruntait le gué de la Meuse.
Le tracé utilise la très longue vallée de Moulins-sous-Fléron et monte le long de la Heid-des-Chênes (le versant des chênes) jusqu'à Fléron. La voie des Ardennes doit, à cet endroit, être commune avec la chaussée allant vers Aix-la-Chapelle qui, elle, empruntait la crête du plateau de Herve jusqu'à Henri-Chapelle, section de la commune belge de Welkenraedt.
On retrouve sa trace au flo des Trois-Chênes, étang comblé à Retinne, section de Fléron. Ensuite, des Batches (bacs) à Ayeneux, elle se dirige vers les Carmes de Wégimont. Elle passe alors la Magne au Fond des Gottes et emprunte la voie de Theux pour se diriger vers Saint-Hadelin, ancienne dépendance de la Principauté abbatiale de Stavelot-Malmedy. Elle traverse la commune d'Ayeneux à Hotteux, puis se dirige vers Plate-Falise et le flo de Riessonsart. Elle traverse ensuite la campagne de l’Oneux pour emprunter le gué de Saint-Hadelin.  Ce gué sera plus tard remplacé par un pont appelé Bonne-Hépont. De Saint-Hadelin, elle se dirige vers le flo de Hansé, actuelle mare de Hansé.
En passant à la Croix-Renard, la voie des hêvurlins rejoint la voie des Ardennes à Olne pour ensuite descendre vers Fraipont (section de Trooz) où il existe un gué romain sur la Vesdre en amont de la Vesdre à Goffontaine.
La voie des Ardennes utilise les territoires de la Principauté de Stavelot-Malmedy. De Fraipont, elle passe ensuite à Banneux, Deigné, La Reid (section de Theux), Desnié, village situé aux contreforts de la commune de Theux, Stoumont et La Gleize (section de Stoumont). Les habitants de ces communes, ainsi que ceux de Roanne, Lierneux, Bodeux (section de la commune de Trois-Ponts) et Rahier (section de Stoumont), appellent cette ancienne partie de la voie des Ardennes « voie des hêvurlins »  car elle se dirige vers Herve où se tient le grand marché.

### Le gué de la Meuse à Jupille
À Jupille-sur-Meuse, villa romaine, se trouve un des gués de la Meuse. Partant du gué de la Meuse à Jupille, le flo (la mare) de Jupille était situé place du Grand-Fossé, l'actuelle place des Martyrs.

### Le gué de Leys sur le territoire de Theux
La voie romaine, venant de Fays, traverse la rivière la Hoëgne, anciennement appelée Poleda fluvium, puis rivière de Polleur ou rivière de Theux, au gué de Leys, à l'emplacement de l'actuel pont de la Hoëgne. La voie suit le Wayot, se dirige vers la Fagne Saint-Remacle et retrouve près de Deigné la chaussée romaine de Bavay à Cologne. Sur le territoire de Theux, la voie prend le nom de "réal chemin" (chemin royal).

## Toponymie
- La chaussée des Romains ou chaussée Brunehaut coupe, au nord de Chardeneux, la route consulaire de Trèves à Tongres. Dans les reliefs du château de Bassines, elle s'appelle voie d'Ardenne. Dans une charte de Stavelot de l'an 896, elle est dite strata publica (chaussée publique)[24].

- Le Chemin de Liège, dont l'importance est considérable en tant qu'unique voie reliant la province de Limbourg à la province de Luxembourg en évitant le passage par le marquisat, est dit aussi Ardenneuse voie, voie de Fraipont, voie de Stavelot, etc. Cette voie descend à Saint-Hadelin, à Hansez. Il coupe la route de Pepinster à Louveigné, celle de Louveigné à Theux[24].

En wallon, elle est appelée Ågn'neûse võye. Dans le Dictionnaire liégeois, Jean Haust précise : Årdène (Ardenne), ågneus (paysans, lourdauds) et Åd'neûs (Ardennais), avec influence de ågne (âne).

## Histoire

### Moyen Âge
Dans L'évolution topographique de la ville de Dinant au Moyen Âge, Josianne Gaier-Lhoest écrit : « [...] la voie des Ardennes via Herbuchenne n'était plus utilisée, mais nous n'avons aucune preuve de ce fait. ».
XIIIe – XIVe siècle
La voie des Ardennes, via Angers, était l'une des six voies utilisées par les Templiers pour atteindre le port de La Rochelle où l'argent transita dès 1269. Les cinq autres voies templières étaient « la voie de Bretagne, la voie d'Abbeville via Le Mans, celle de Lorraine via Parthenay et Troyes, celle de Genève et celle du Rhône. ».

### 1870-1871
En 1870, des trains de munitions contenant du matériel de guerre (dont « environ cinq millions de cartouches et vingt-cinq mille coups de canons ») sont dirigés par la voie des Ardennes à destination de l'armée de Metz,.
Dans Procès du maréchal Bazaine : compte-rendu des débats du 1er Conseil de guerre, édition de 1874, François Achille Bazaine déclare : « L'ennemi paraît vouloir attaquer aujourd'hui le maréchal Canrobert placé à Saint-Privat. Je crains pour la voie des Ardennes. ».
Dans Épisodes de la guerre de 1870 et le blocus de Metz, François Achille Bazaine relate : « Si M. le Maréchal de Mac Mahon avait fait prendre à son aide de camp la voie des Ardennes, il serait arrivé à Metz, et m'aurait renseigné sur les projets du Maréchal et sur les mouvements de l'ennemi dans cette zone ; il n'en fut rien malheureusement [...] »,.
Dans La guerre de 1870-71 : l'investissement de Metz, édition de 1907, les propos suivants de François Achille Bazaine sont relatés : « Par télégramme [...], le Ministre de la Guerre m'annonçait le départ de Paris pour Metz par la voie des Ardennes de 290 000 rations de pain qui auraient dû arriver hier et qui ne sont point parvenues ».
Dans l'édition de 1927 de son ouvrage Destructions et dévastations au cours des guerres : réparations, Robert Normand estime « nos destructions sans méthode, à la fois exagérées et très insuffisantes, au moins en ce qui concerne le rayon des forteresses qui commandaient la voie des Ardennes si importantes pour les Allemands ».

### 1939-1945
Le Bulletin de la Société de naturalistes et archéologues du nord de la Meuse, édition de 1940, indique qu'un « tunnel de 835 m de long qui s'ouvre à 150 m de la gare, sur la voie des Ardennes, est miné de trois fourneaux reliés par un cordon détonant permettant de provoquer une explosion simultanée. ».

## Informations géographiques complémentaires
Georges Chenet, dans un livre intitulé La céramique gallo-romaine d'Argonne du IVe siècle et la terre sigillée décorée à la molette, préfacé par Albert Grenier, édition de 1942, écrit : « Comme routes principales, il y avait : [...] en direction nord-sud, la voie unissant la vallée de l'Ornain, donc de la Marne, à celle de la Meuse, voie du camp de Fains à Dun et Arlon, et la voie des Ardennes de Liénard, qui, après avoir suivi partie de la vallée de l'Aire, s'infléchit à l'est vers la Meuse par la vallée de l'Andon ».
Dans son ouvrage Carte archéologique de la Lorraine : Âges du Bronze et du Fer, édition de 1965, Jacques-Pierre Millotte cite également la voie des Ardennes : « [...] Dans le bois communal, au lieu-dit "la Croix-de-Pierre", à proximité d'un carrefour de trois voies anciennes (Reims-Verdun-Metz ; une voie vers Senon ; la voie des Ardennes dite Haute-Chevauchée), se trouvent quatorze tertres [...] ».
La Revue horticole, dans son édition de 1869, note que « les montagnes rocheuses et boisées de la voie des Ardennes sont, malgré leur peu d'élévation, des plus pittoresques, surtout depuis Nouzon jusqu'à Givet. ».